# پیلسکو
پیلسکو (به لاتین: Pilsko) یک کوه در اسلواکی است که در Námestovo District واقع شده‌است. پیلسکو ۱٬۵۵۷ متر بالاتر از سطح دریا واقع شده‌است.